# Chile en la clasificación de Conmebol para la Copa Mundial de Fútbol de 1982
La Selección de fútbol de Chile fue una de las nueve selecciones de fútbol que participaron en la clasificación de Conmebol para la Copa Mundial de Fútbol de 1982, en la que se definieron los representantes de Conmebol para la Copa Mundial de Fútbol de 1982, que se desarrolló en España.

## Sistema de juego
Para la Copa Mundial de Fútbol de 1982, la Conmebol dispuso de cuatro plazas de las 24 totales del mundial. Una plaza estaba asignada automáticamente a Argentina por su victoria en el mundial de 1978. Los nueve equipos restantes se agruparon en tres grupos de tres equipos cada uno. Los partidos se jugaron por el sistema de liguilla, con encuentros en casa y como visita. Los primeros de cada grupo se clasificaron para el Mundial.

## Historia
Chile comenzó la clasificatoria a España 82 de visitante ante Ecuador en Quito el 24 de mayo de 1981. En un partido bastante trabado,donde Chile dedicó gran parte del partido a defender su arco, ambas selecciones no se hicieron daño, terminando con un empate sin goles, más durante el transcurso del partido se informó del fallecimiento del Presidente ecuatoriano Jaime Roldós Aguilera, en un accidente aéreo. 
El 7 de junio de 1981, Chile visitaba a Paraguay en Asunción, mismo estadio en donde dos años antes, durante la final de la Copa América 1979 la albirroja había derrotado a su par chileno por 3:0. Fiel a su postura, Santibáñez planteó el partido con una estrategia totalmente defensiva. Pero en el minuto 70, tras un pelotazo de Gustavo Moscoso, Patricio Yáñez le gana el pique a los defensas paraguayos, definiendo con un tiro arrastrado al segundo palo del arco defendido por Ever Hugo Almeida, marcando a la postre el único gol del partido, dejando a Chile casi a punto de clasificar al Mundial. Tanta fue la felicidad generada por el triunfo que Luis Santibáñez perdonó a todos sus enemigos en los medios.
El 14 de junio de 1981, con un Estadio Nacional repleto, Chile recibió a Ecuador, derrotándolo con goles de Carlos Rivas y Carlos Caszely tras un centro arrastrado de Óscar Herrera. Chile sellaba su clasificación al Mundial.
El 21 de junio, Chile jugaría el partido de vuelta ante Paraguay en Santiago, goleando por 3:0, goles de Caszely, Yáñez y Neira. Con este resultado, Chile terminó invicto la eliminatoria, además de que el arco defendido por Mario Osbén no recibió ningún gol en los 4 partidos.

## Tabla de posiciones
| Equipo    | Pts | PJ | PG | PE | PP | GF | GC | Dif |
| --------- | --- | -- | -- | -- | -- | -- | -- | --- |
| Brasil    | 8   | 4  | 4  | 0  | 0  | 11 | 2  | +9  |
| Chile     | 7   | 4  | 3  | 1  | 0  | 6  | 0  | +6  |
| Perú      | 6   | 4  | 2  | 2  | 0  | 5  | 2  | +3  |
| Uruguay   | 4   | 4  | 1  | 2  | 1  | 5  | 5  | 0   |
| Ecuador   | 3   | 4  | 1  | 1  | 2  | 2  | 5  | –3  |
| Bolivia   | 2   | 4  | 1  | 0  | 3  | 5  | 6  | –1  |
| Colombia  | 2   | 4  | 0  | 2  | 2  | 4  | 7  | –3  |
| Paraguay  | 2   | 4  | 1  | 0  | 3  | 3  | 6  | –3  |
| Venezuela | 2   | 4  | 1  | 0  | 3  | 1  | 9  | –8  |

## Partidos

### Grupo 3
| Equipo   | Pts | PJ | PG | PE | PP | GF | GC | Dif |
| -------- | --- | -- | -- | -- | -- | -- | -- | --- |
| Chile    | 7   | 4  | 3  | 1  | 0  | 6  | 0  | +6  |
| Ecuador  | 3   | 4  | 1  | 1  | 2  | 2  | 5  | –3  |
| Paraguay | 2   | 4  | 1  | 0  | 3  | 3  | 6  | –3  |

| 24 de mayo de 1981 | Ecuador | 0:0     | Chile | Estadio Modelo, Guayaquil                                   |                                                             |
|                    |         | Reporte |       | Asistencia: 55.000 espectadores Árbitro(s): Juan Cardellino | Asistencia: 55.000 espectadores Árbitro(s): Juan Cardellino |

| 7 de junio de 1981 | Paraguay | 0:1 (0:0) | Chile     | Estadio Defensores del Chaco, Asunción                      |                                                             |
|                    |          | Reporte   | Yáñez 70' | Asistencia: 45.104 espectadores Árbitro(s): Carlos Espósito | Asistencia: 45.104 espectadores Árbitro(s): Carlos Espósito |

| 14 de junio de 1981         | Chile                   | 2:0 (1:0) | Ecuador | Estadio Nacional, Santiago                                       |                                                                  |
|                             | Rivas 10' · Caszely 85' | Reporte   |         | Asistencia: 79.290 espectadores Árbitro(s): Gilberto Aristizábal | Asistencia: 79.290 espectadores Árbitro(s): Gilberto Aristizábal |
| Chile clasificó al Mundial. |                         |           |         |                                                                  |                                                                  |

| 21 de junio de 1981 | Chile                               | 3:0 (3:0) | Paraguay | Estadio Nacional, Santiago                              |                                                         |
|                     | Caszely 11' · Yáñez 12' · Neira 28' | Reporte   |          | Asistencia: 75.075 espectadores Árbitro(s): Arppi Filho | Asistencia: 75.075 espectadores Árbitro(s): Arppi Filho |

## Goleadores
Los goleadores de la selección chilena durante las clasificatorias fueron Carlos Caszely y Patricio Yáñez con 2 anotaciones. 
| Jugador            | Club                 | Goles |
| ------------------ | -------------------- | ----- |
| Carlos Caszely     | Colo Colo            | 2     |
| Patricio Yáñez     | San Luis             | 2     |
| Carlos Rivas       | Colo Colo            | 1     |
| Miguel Ángel Neira | Universidad Católica | 1     |